# Sphinx-Klasse (2007)
Die Sphinx-Klasse ist eine Baureihe von ursprünglich sechs geplanten und schließlich sieben gebauten Panamax-Kreuzfahrtschiffen, die von dem US-amerikanischen Kreuzfahrtunternehmen Carnival Corporation & plc für den Einsatz bei AIDA Cruises bei der Meyer Werft in Papenburg in Auftrag gegeben wurden. Sie sind mit ca. 70.000 BRZ vermessen und bieten Platz für bis zu 2500 Passagiere. Das besondere Merkmal dieser Schiffe ist das mittschiffs angeordnete sogenannte „Theatrium“ (Wortschöpfung aus „Theater“ und „Atrium“), das den räumlichen und gesellschaftlichen Mittelpunkt darstellt.

## Geschichte

### Die ursprüngliche „Sphinx“-Klasse
Mitte Oktober 2004 beauftragte Carnival die Meyer Werft in Papenburg (Emsland) mit dem Bau von zunächst zwei neuen Kreuzfahrtschiffen. Der Auftrag hatte ein Finanzvolumen von 630 Millionen Euro. Die als „Clubschiffe der dritten Generation“ bezeichneten Neubauten sollten eine Größe von etwa 68.500 BRZ erreichen und im April 2007 bzw. April 2009 abgeliefert werden. Nur einen Monat später, als AIDA Cruises das neue Konzept der Öffentlichkeit vorstellte, wurden bereits drei Neubauten erwähnt. Die offizielle Auftragserteilung für das dritte Schiff erfolgte jedoch erst im Juli 2005. Als Datum für die Indienststellung wurde bereits das Frühjahr 2008 anvisiert. Diese Zeitplanung erklärt auch die ungewöhnliche Reihenfolge der Baunummern für die spätere AIDAdiva (S.659), die AIDAbella (S.666) und die AIDAluna (S.660).
Die Fertigung der ersten Stahlplatten (auch „Brennstart“ genannt) für das Typschiff AIDAdiva begann am 28. Oktober 2005, die Kiellegung auf der Meyer Werft erfolgte am 3. März 2006. Am 4. März 2007 verließ die AIDAdiva das überdachte Baudock und wurde am 10. März 2007 über die Ems nach Emden überführt. Taufe und Indienststellung des Typschiffes erfolgten am 20. April 2007 in Hamburg. Im April 2008 folgte die AIDAbella und die AIDAluna wurde als drittes und letztes Schiff der ursprünglichen Sphinx-Klasse am 16. März 2009 von der Werft übernommen.

### Die modifizierte „Sphinx“-Klasse („Ikarus“-Klasse)
Am 13. Dezember 2007 bestellte der amerikanische Konzern Carnival Corporation & plc zwei weitere Kreuzfahrtschiffe, bei denen im Vergleich zu den bisher in Dienst gestellten Schiffen der Sphinx-Klasse der Spa-Bereich erweitert und der Heckspiegel modifiziert wurde. Der Rumpf wurde dadurch geringfügig verlängert, die Vermessung erhöhte sich auf rund 71.000 BRZ und die Bausumme stieg von 315 auf etwa 350 Millionen Euro. Zudem wurde vereinbart, ein bereits bestelltes Schiff (die spätere AIDAblu) in gleicher Form zu modifizieren.
Mit dem Schnitt der ersten Stahlplatte am 25. Januar 2008 und der Kiellegung am 20. Oktober 2008 begann die Realisierung der auch als „Ikarus“-Klasse bezeichneten Neubauten. Das erste Schiff, die AIDAblu, wurde am 4. Februar 2010 abgeliefert und nach der Taufe am 9. Februar 2010 in Dienst gestellt. Das zweite Schiff der „Ikarus“-Klasse wurde am 6. November 2009 auf Kiel gelegt und am 31. März 2011 als AIDAsol in Dienst gestellt.
Anfang August 2010 erhielt die Meyer Werft den Bauauftrag für das letzte Schiff der Bauklasse. Es wurde am 11. März 2013 als AIDAstella abgeliefert.

## Maschinenanlage, Antrieb und Betriebstechnik
Die Schiffe der Sphinx-Klasse sind mit dieselelektrischen Maschinenanlagen ausgerüstet, bei denen vier Dieselgeneratoren das gesamte Schiff mit elektrischer Energie versorgen. Alle elektrischen Systeme, die Antriebsanlage sowie die Überwachungseinrichtungen wurden von Siemens entwickelt und gebaut. Um höchste Betriebssicherheit zu gewährleisten, sind die Maschinen- und Antriebsanlagen technisch und räumlich in zwei voneinander unabhängige Gruppen aufgeteilt sowie mit umfangreichen Überwachungseinrichtungen (Schiffsautomationssystem "SISHIPCIS PAX") ausgestattet.

### Energieversorgung
Bei den Motoren, mit denen die Hauptgeneratoren angetrieben werden, handelt es sich um langhubig ausgelegte, mittelschnell laufende 9-Zylinder-4-Takt-Dieselmotoren des Typs Caterpillar-MaK M43C mit einer Leistung von je 9.000 kW (ca. 12.140 PS).
Sie können mit schwefelarmem Diesel- oder Schweröl betrieben werden. Jeder Motor ist 10 Meter lang, 6 Meter hoch und wiegt ca. 126 Tonnen. Für das Typschiff AIDAdiva wird bei einer Maschinenauslastung von 85 % ein Kraftstoffverbrauch von etwa 140 Tonnen pro Tag angegeben.
Die vier Siemens-Hauptgeneratoren erzeugen eine elektrische Leistung von jeweils 12.000 kVA und versorgen das komplette Schiff über zwei 11-kV-Schaltanlagen und acht Verteiler-Transformatoren (Leistung: 1.000–3.500 kVA) mit elektrischer Energie. Darüber hinaus verfügen die Schiffe über einen Notgenerator mit einer elektrischen Leistung von 1.000 kVA.

### Antrieb
Die Sphinx-Klasse ist mit einer konventionell aufgebauten Antriebsanlage ausgerüstet. Bei den beiden Propellermotoren handelt es sich um 3-Phasen-Synchron-Maschinen des Typs Siemens 1DM5650-8DS06-Z oder alternativ VEM Sachsenwerk DTMSZ3352-16 YS, die eine Leistung von jeweils 12.500 kW (ca. 17.000 PS) über eine Wellenanlage auf 5-Blatt-Festpropeller übertragen. Jeder Propeller hat einen Durchmesser von 5,2 Meter und eine Masse von ca. 13 Tonnen. Bei einer maximalen Drehzahl von 130/min erreicht das Schiff eine Höchstgeschwindigkeit von 21 Knoten.
Im Rahmen eines Trockendockaufenthalts wurde die AIDAsol als erstes Schiff der Sphinx-Klasse mit dem integrierten Propeller-Ruder-System Rolls-Royce "Promas Lite" ausgerüstet.
Zum Manövrieren in Häfen und bei geringen Geschwindigkeiten sind in Bug und Heck jeweils zwei Querstrahlsteueranlagen mit einer Leistung von je 2.300 kW (ca. 3.100 PS) bzw. 1.500 kW (ca. 2.040 PS) installiert. Über eine dynamische Positionierung ist das Schiff in der Lage, eine vorgegebene Position genau einzuhalten.

### Brücke

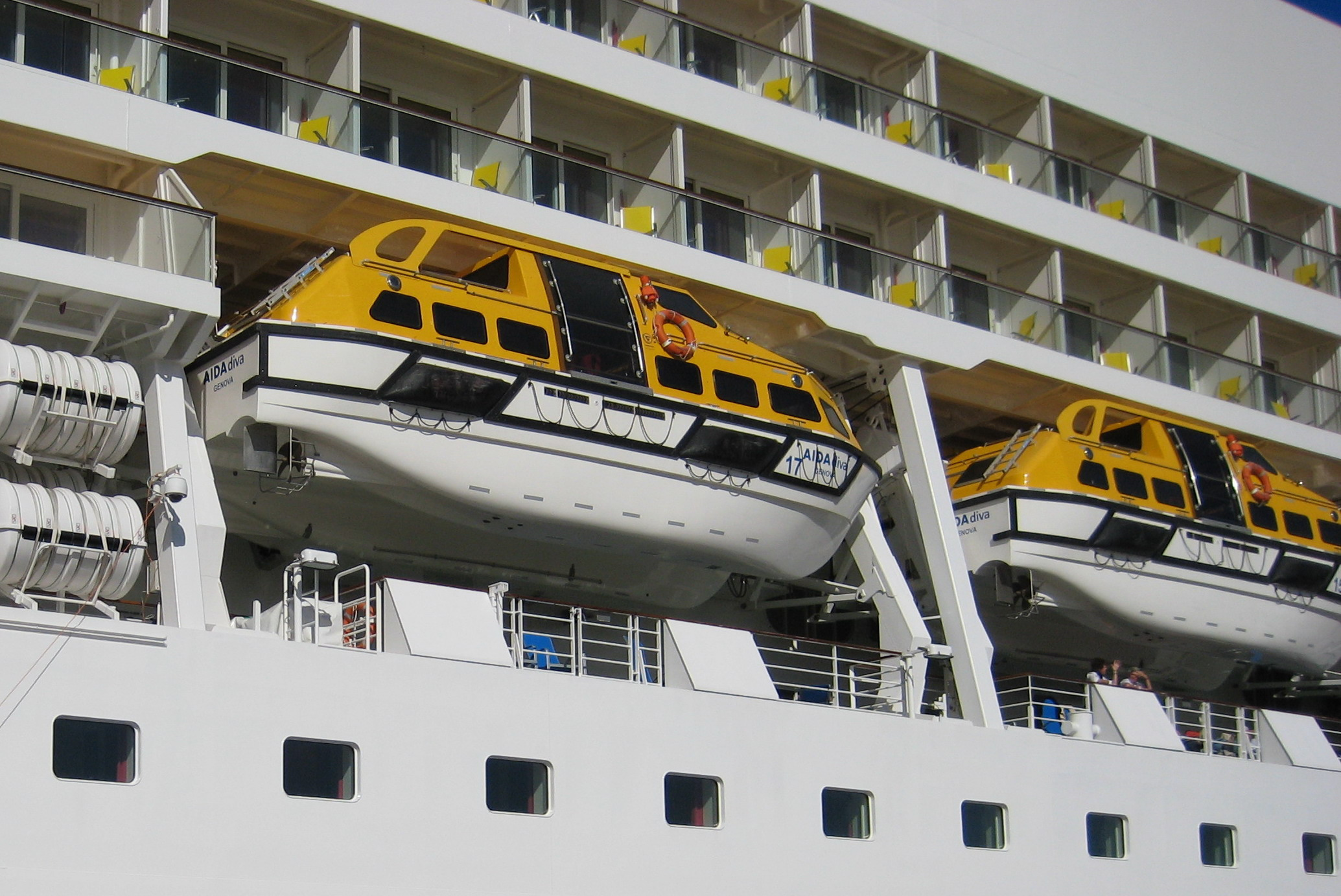
Tenderboote der AIDAdiva

Für die Navigation, Steuerung und Überwachung des Schiffsbetriebs sind die Schiffe der Sphinx-Klasse mit einer sogenannten „Integrierten Brückenanlage“ ausgestattet. Über das System „NACOS 65-5“ des Herstellers SAM Electronics werden alle relevanten Informationen (z. B. Radarbild, elektronische Seekarten, Betriebsparameter der Maschinenanlage) auf Farbbildschirmen dargestellt.

### Sicherheitseinrichtungen
Die Sphinx-Klasse ist in sechs Brandabschnitte unterteilt. Für den Fall einer Evakuierung stehen sechs Tenderboote, 14 Rettungsboote, zwei Schnellrettungsboote („Mann-über-Bord“-Boote) sowie vier Notrutschen („Marine Evacuation System“) bereit. Die Tenderboote werden auch zum Anlanden benutzt, wenn das Schiff auf Reede liegt.

## Ausstattung
Die Schiffe der Sphinx-Klasse verfügen über 1.015 Kabinen und sind damit für 2.030 Passagiere ausgelegt. Bei voller Belegung finden bis zu 2.500 Passagiere Platz. Die 18 Suiten haben eine Grundfläche zwischen 25 und 30 Quadratmetern. Die Schiffe verfügen über 439 Balkon-, 209 Fenster- und 349 Innenkabinen. 150 davon sind als Vierbettkabinen ausgelegt. Der Anteil an Außenkabinen liegt bei 66 %, davon sind wiederum 69 % mit Balkonen ausgestattet. Das Raumverhältnis liegt zwischen 34,1 und 27,7 BRZ/Passagier.
Bei der modifizierten Sphinx-Klasse erhöhte sich die Anzahl der Kabinen auf 1.097, darunter 728 Außenkabinen. Der Spa-Bereich, zu dem 34 Kabinen und fünf Suiten direkten Zugang bieten, wurde um 450 Quadratmeter erweitert. Das Raumverhältnis liegt zwischen 32,8 und 28,5 BRZ/Passagier.
Das besondere Kennzeichen der Sphinx-Klasse ist das kreisförmige „Theatrium“ in der Mitte des Schiffes mit den von außen sichtbaren großen Glasflächen, die von einer gläsernen Kuppel abgeschlossen werden. Das Konzept wurde von dem Architekturbüro Partner Ship Design entwickelt. Mit einer Grundfläche von über 3.000 Quadratmetern erstreckt es sich über drei Decks (Deck 9–11), die im Bereich des „Theatriums“ unterbrochen sind. Das „Theatrium“ wird tagsüber für verschiedenste Veranstaltungen genutzt und dient am Abend als Haupt-Theatersaal. Es verfügt über eine große Bühnenanlage, die mit modernster Licht- und Tontechnik ausgestattet ist.
Die Schiffe der Sphinx-Klasse sind mit sieben Restaurants und 11 Bars ausgestattet; bei den modifizierten Varianten wurde zusätzlich eine Brauerei (das Brauhaus) eingerichtet. Eine Besonderheit der Schiffe ist die in unmittelbarer Nähe der backbordseitigen Tenderpforten untergebrachte Pier 3 Bar, deren Bordwand während der Liegezeiten im Hafen terrassenähnlich nach außen geklappt werden kann. Der Wellnessbereich gehört mit einer Grundfläche von 2.300–2.600 Quadratmetern zu den größten seiner Art auf Kreuzfahrtschiffen.

### AIDA Evolution
Im Februar 2025 begann das größte Flottenerneuerungsprogramm in der AIDA-Geschichte, die sogenannte Zukunftsinitiative AIDA Evolution.
Die ersten drei Schiffe der Sphinx-Klasse werden auf der Werft Chantier Naval in Marseille umfassend und einheitlich modernisiert. Restaurants (z. B. French Kiss und East) und Bars der beiden großen AIDA-Klassen kommen im Austausch neu zu. Alle Kabinen werden renoviert, teilweise auch durch Suiten ersetzt. Das Theatrium und viele Bereiche der Schiffe erhalten ein neues Farbkonzept, ganze Außendecks werden umgestaltet.
Den Anfang machte die AIDAdiva vom 3. Februar bis 21. März 2025. Es folgen die AIDAluna vom 22. Oktober bis 10. Dezember 2025 und die AIDAbella vom 21. Januar bis 11. März 2026.

## Übersicht
| Name       | Baunummer | IMO     | Ablieferung    | Vermessung | Eigner         | Status/Verbleib              |
| ---------- | --------- | ------- | -------------- | ---------- | -------------- | ---------------------------- |
| AIDAdiva   | S.659     | 9334856 | 16. April 2007 | 69.203 BRZ | Costa Crociere | in Dienst (für AIDA Cruises) |
| AIDAbella  | S.666     | 9362542 | 14. April 2008 | 69.203 BRZ | Costa Crociere | in Dienst (für AIDA Cruises) |
| AIDAluna   | S.660     | 9334868 | 16. März 2009  | 69.203 BRZ | Costa Crociere | in Dienst (für AIDA Cruises) |
| AIDAblu    | S.680     | 9398888 | 4. Feb. 2010   | 71.304 BRZ | Costa Crociere | in Dienst (für AIDA Cruises) |
| AIDAsol    | S.689     | 9490040 | 31. März 2011  | 71.304 BRZ | Costa Crociere | in Dienst (für AIDA Cruises) |
| AIDAmar    | S.690     | 9490052 | 3. Mai 2012    | 71.304 BRZ | Costa Crociere | in Dienst (für AIDA Cruises) |
| AIDAstella | S.695     | 9601132 | 11. März 2013  | 71.304 BRZ | Costa Crociere | in Dienst (für AIDA Cruises) |

## Galerie

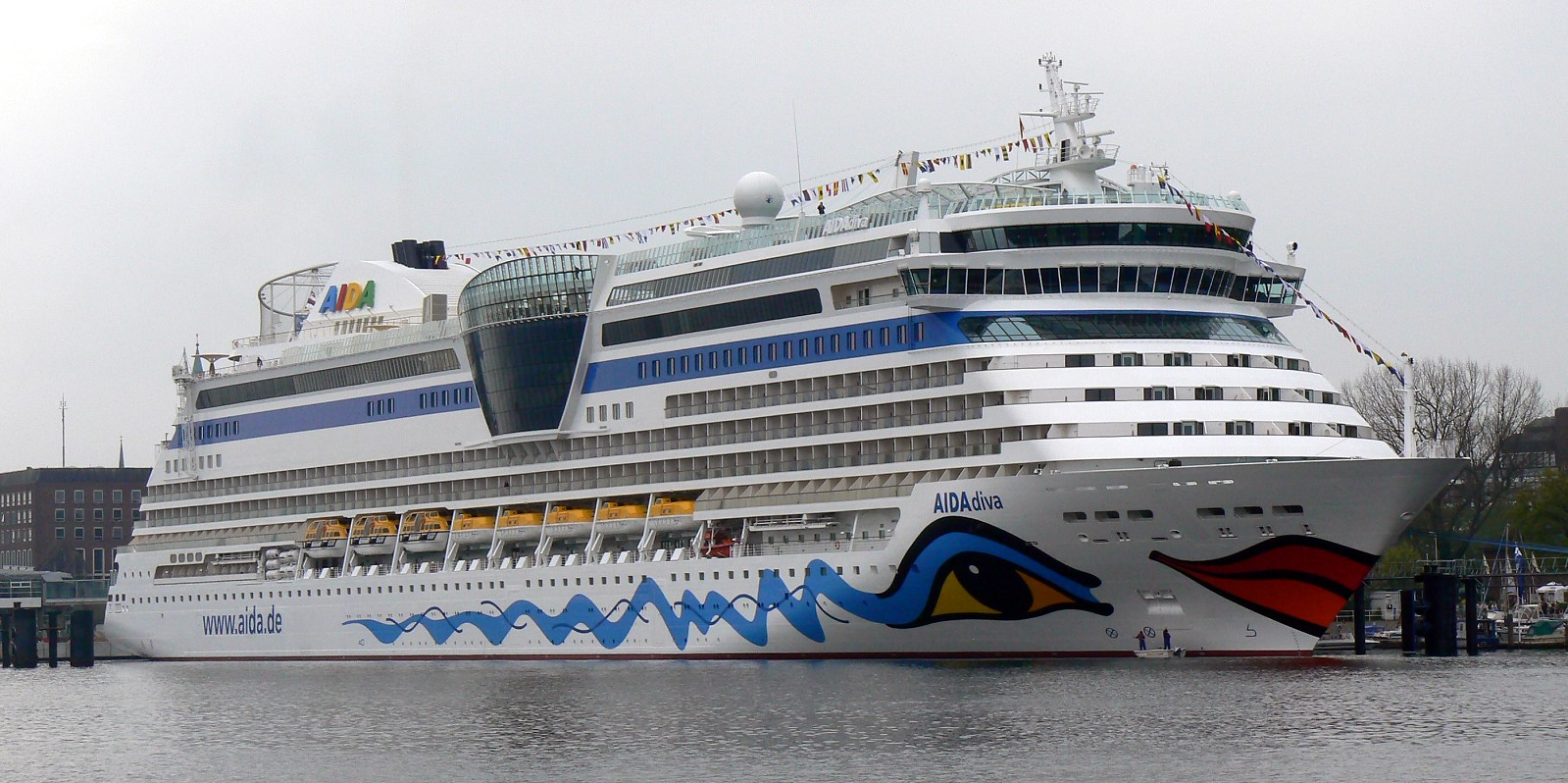
AIDAdiva
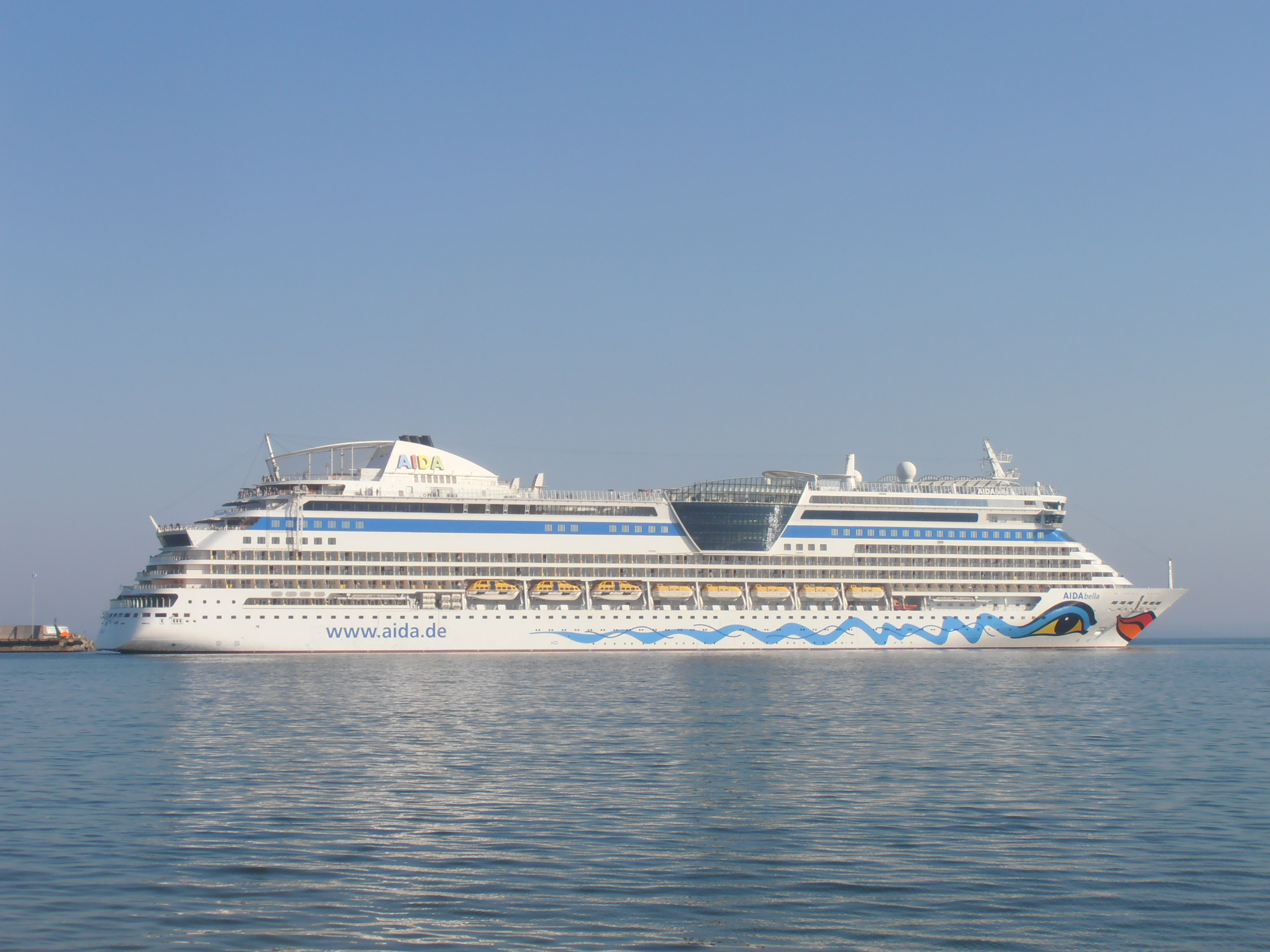
AIDAbella
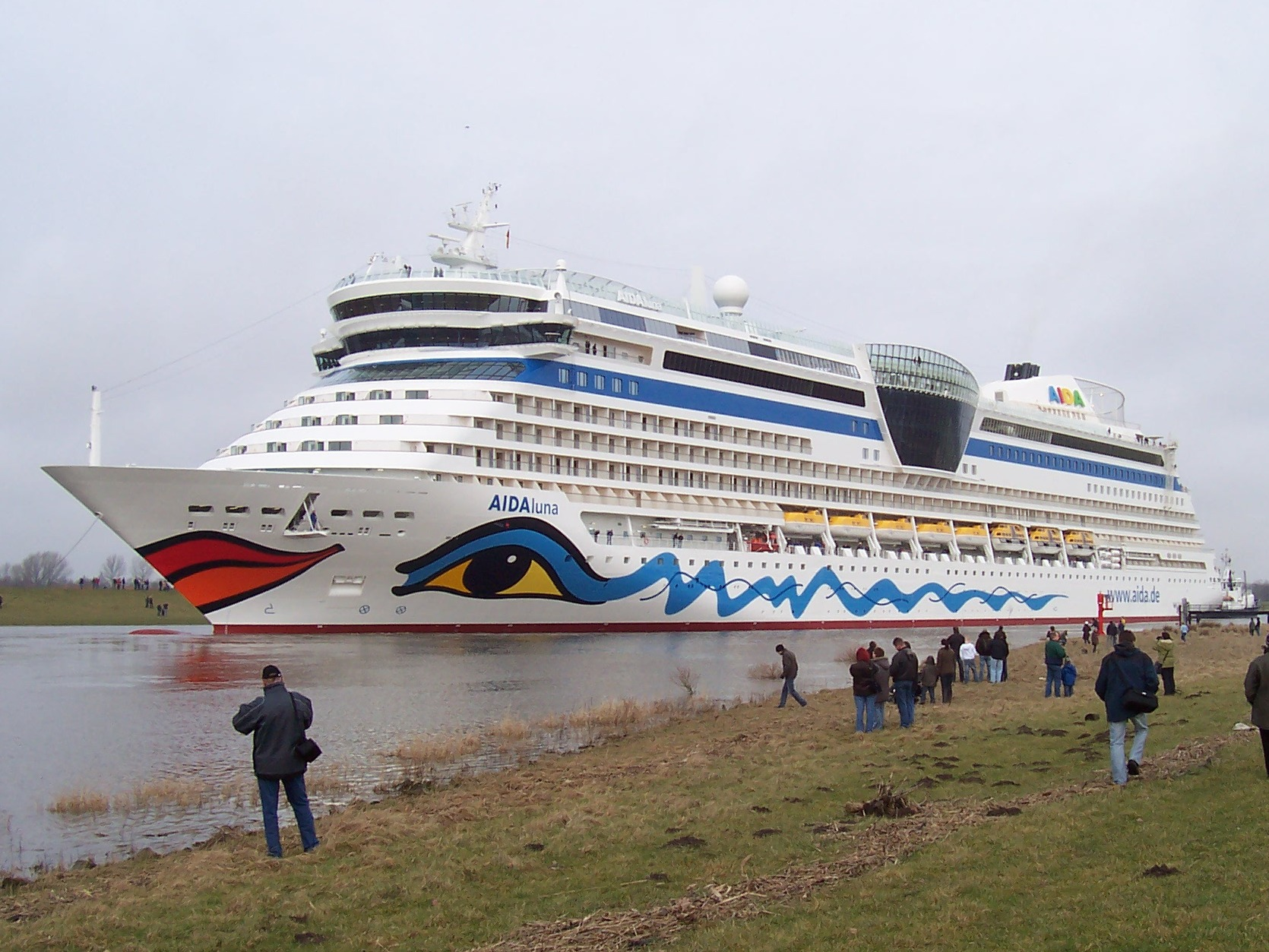
AIDAluna
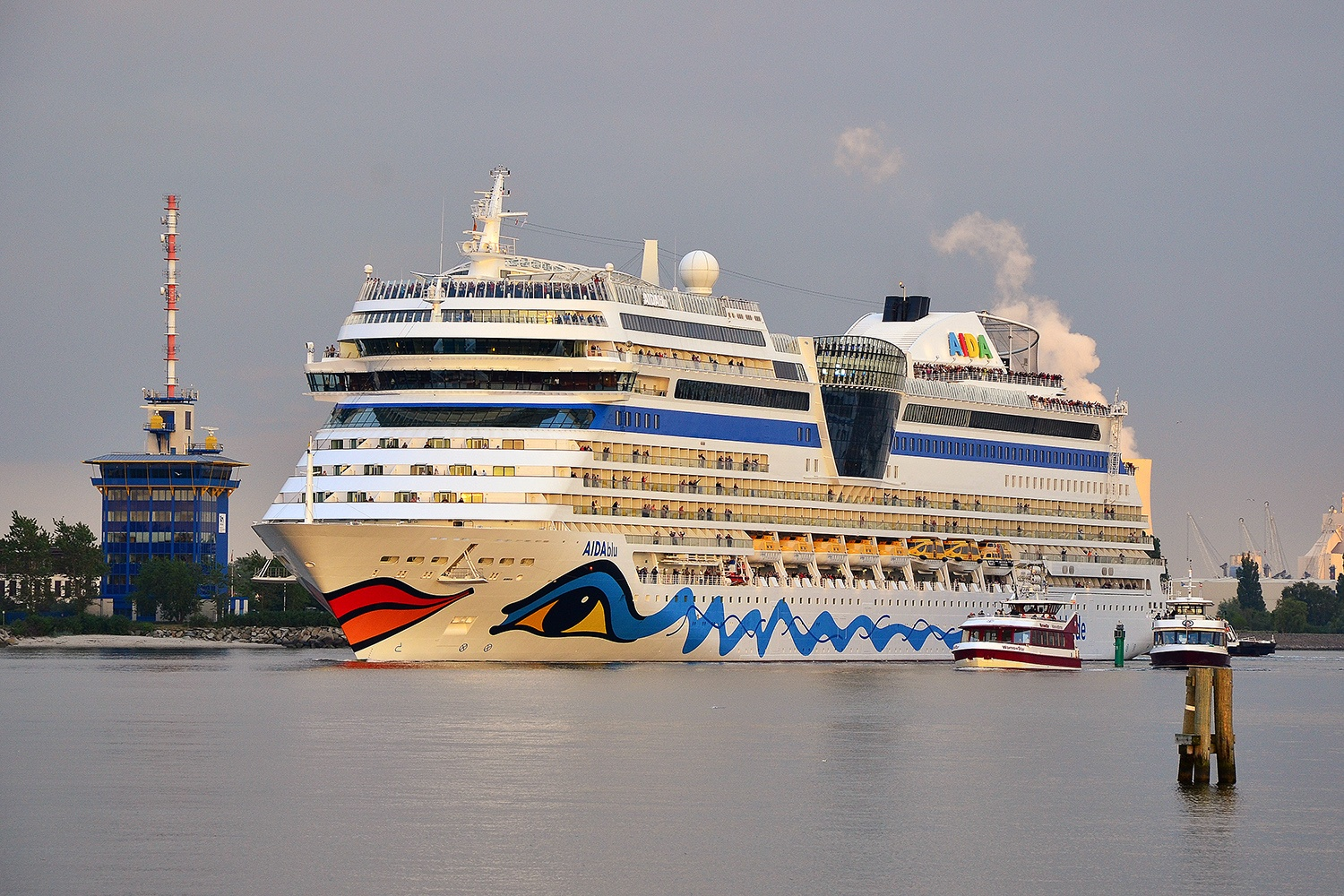
AIDAblu
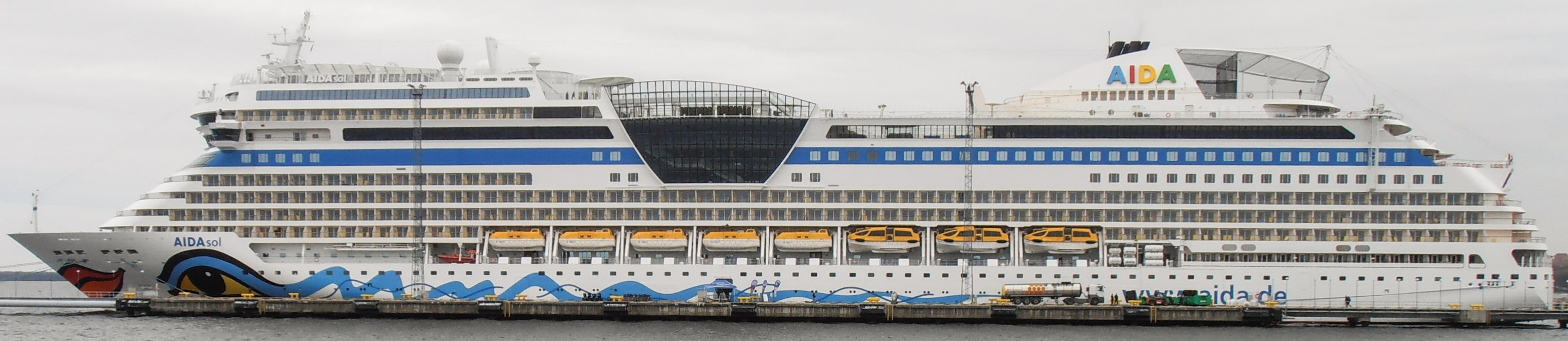
AIDAsol
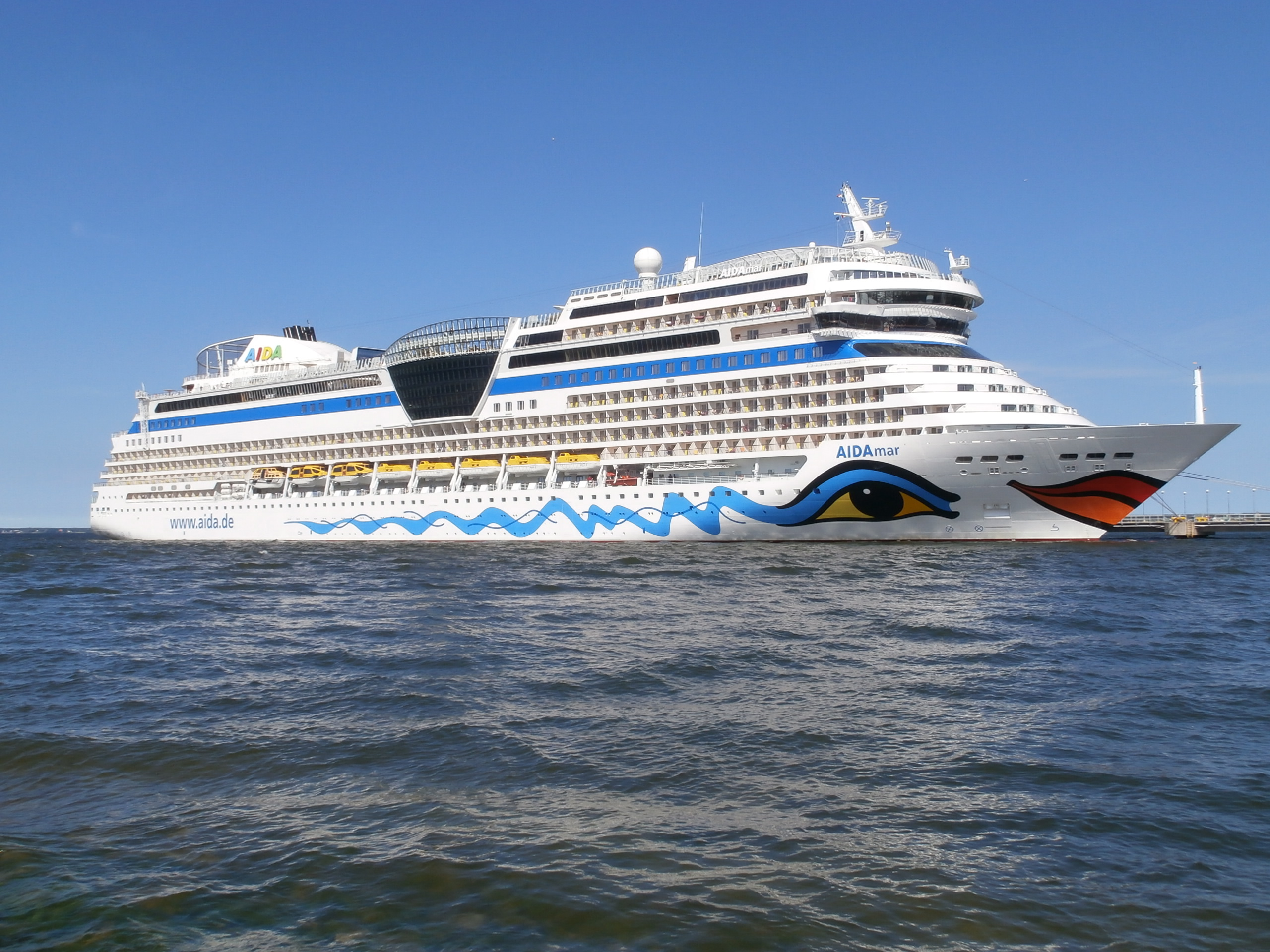
AIDAmar
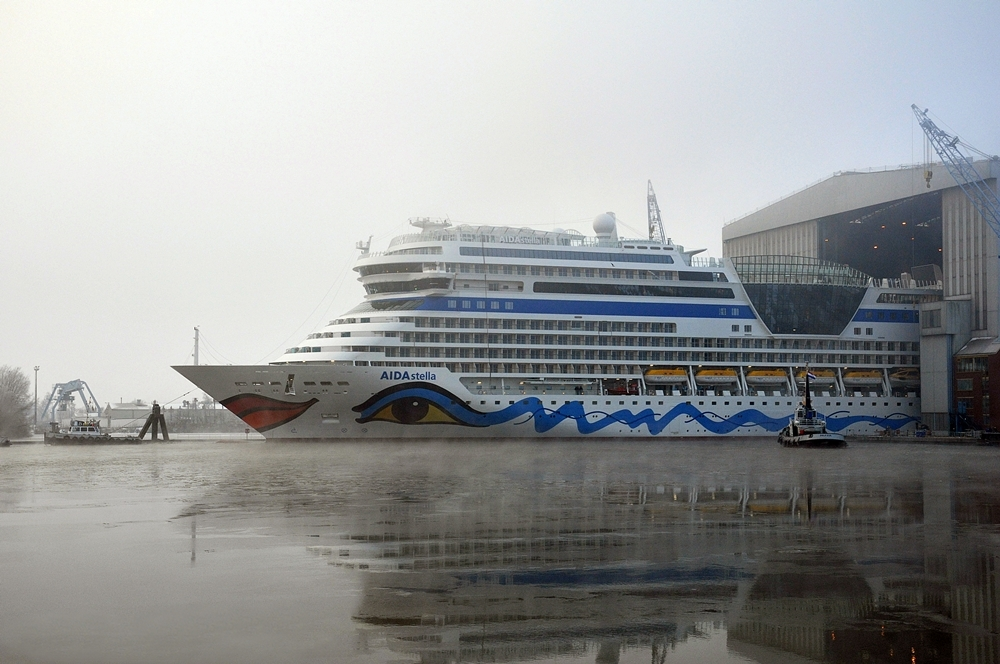
AIDAstella